# Myxococcus
Genre
Myxococcus est un genre de bactérie qui présente un cycle de vie complexe avec des cellules mobiles et des fructifications. Ce sont des Myxobactéries.
Ce sont des bactéries communes dans le sol, les déjections en décomposition, les végétaux morts. Dans certaines conditions, les cellules peuvent se déplacer en groupe par glissement sur le substrat.

## Systématique
Le genre a été décrit en 1892 par le microbiologiste Roland Thaxter.

## Liste des espèces
Selon la LPSN (12 octobre 2021) :
- Myxococcus eversor Chambers et al., 2021
- Myxococcus fulvus (Cohn, 1875) Jahn, 1911 (Approved Lists, 1980)
- "Myxococcus hansupus" Sharma et al., 2016, nom invalide
- Myxococcus llanfairpwllgwyngyllgogerychwyrndrobwllllantysiliogogogochensis Chambers et al., 2021
- Myxococcus stipitatus Thaxter, 1897 (Approved Lists, 1980)
- Myxococcus vastator Chambers et al., 2021
- Myxococcus virescens Thaxter, 1892 (Approved Lists, 1980)
- Myxococcus xanthus Beebe, 1941 (Approved Lists, 1980)

Certaines espèces anciennement placées dans le genre Myxococcus, comme M. coralloides ou M. macrosporus, sont désormais rangées dans le genre Corallococcus.